# Pobé-Mengao (departamento)
Pobé-Mengao es un departamento de la provincia de Soum, en la región del Sahel, Burkina Faso. A 1 de julio de 2018 tenía una población estimada de 34 772 habitantes.
Se encuentra ubicado al noreste del país, cerca de la frontera con Níger y Malí.